# 하규

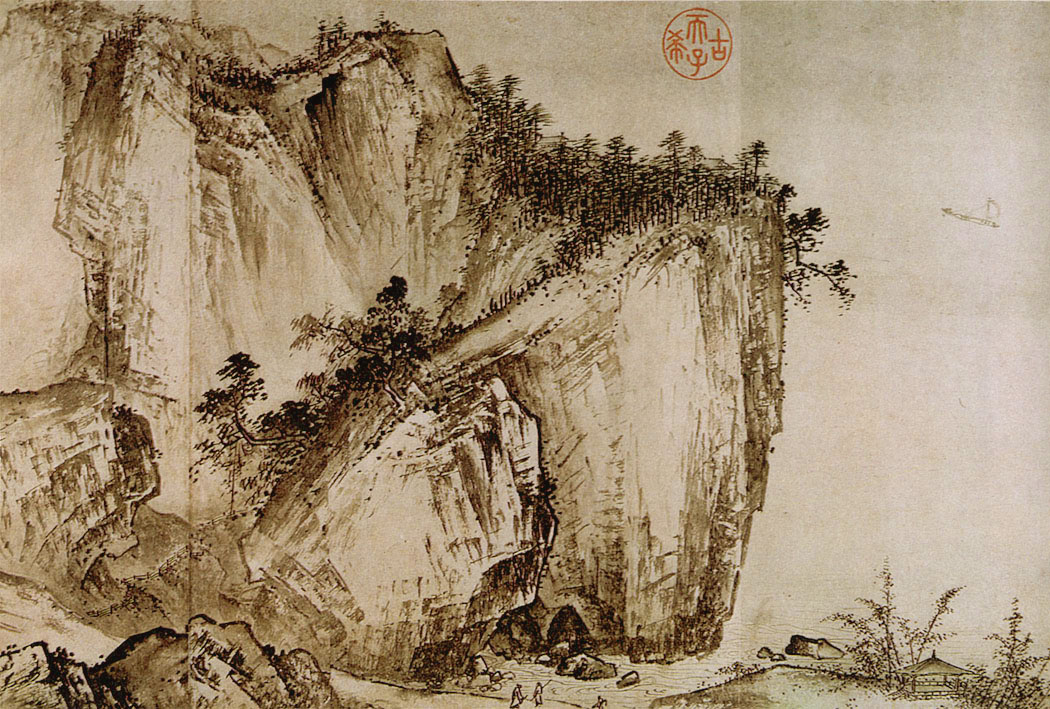

하규(夏珪, 1195년 ~ 1224년)는 중국 남송 시대의 화가이다. 마원과 함께 남송원체 산수화의 쌍벽을 이루던 화가로 알려져 있다. 그의 그림은 당시 누구도 따를 수 없을 정도로 깨끗하고 화려한 작품으로 알려져 있다. 작품으로 <계산 청원도> <풍우 산수도> <강두 박주도> 등이 유명하다.

## 같이 보기
- 중국화 (회화)
- 중국의 미술